# 奧爾圖
奧爾圖是土耳其的城鎮，由埃爾祖魯姆省負責管轄，位於該國西北部，毗鄰與格魯吉亞接壤的邊境，面積1,394平方公里，海拔高度1,373米，2008年人口20,305。

## 外部連結
- Oltu
- Oltu News (Oltu'dan Güncel Haberler)
- Oltu News (Oltu Haber Portalı) （页面存档备份，存于）

40°32′44″N 41°59′44″E / 40.54556°N 41.99556°E